# Alt-Heidelberg (1923)
Alt-Heidelberg ist ein deutscher Stummfilm aus dem Jahre 1923 von Hans Behrendt mit Paul Hartmann und Eva May in den Hauptrollen des hochadelig-bürgerlichen Liebespaares. Werner Krauß ist in der tragenden Rolle des Hauslehrers Jüttner zu sehen. 

## Handlung
Der Film hält sich in seinem Handlungsablauf weitgehend an die literarische Vorlage. Erbprinz Karl Heinz von Sachsen-Karlsburg genießt das Studentenleben im malerischen Heidelberg. Als Anstandswauwau an seiner Seite weilt stets Dr. Jüttner, der darauf achten soll, dass seine Hoheit, comme il faut, schön sittsam bleibt und sich ganz auf die Studien konzentriert. Karl Heinz schließt sich der Studentenverbindung Corps Saxonia an und lernt Kätchen, die junge Nichte seines Wirtes, bei dem er wohnt, kennen. Beide verlieben sich rasch ineinander. 
Nach nur vier Monaten beendet die Staatsräson das sorglose Dasein zwischen Hörsaal und Weinstube, als eine bestürzende Nachricht aus dem Fürstentum eintrifft: Des Erbprinzen Vater ist schwer erkrankt, und so heißt es für Karl Heinz Abschied nehmen – sowohl von Käthi als auch von Heidelberg – um daheim die Regierungsgeschäfte anzutreten. Dr. Jüttner bleibt zurück und stirbt bald in Heidelberg. Der Prinz hat die Stadt am Neckar nicht vergessen und, obwohl aus Pflichtgefühl mit einer standesgemäßen Dame vermählt, hat er noch immer Sehnsucht nach seiner Käthi. Als er nach Heidelberg zu Besuch kommt, will er nicht nur seine Corpskameraden, sondern vor allem seine junge Liebe von damals wiedertreffen.

## Produktionsnotizen
Alt-Heidelberg entstand 1922/23 und wurde am 2. Februar 1923 der Zensur vorgelegt und mit Jugendverbot belegt. Die Uraufführung war am 15. März 1923. Der sechsaktige Film war 2321 Meter lang.
Die Filmbauten entwarf Ernő Metzner.

## Kritik
„Der Film ‘Alt-Heidelberg’ ist im wesentlichen eine Reproduktion des Meyer-Försterschen Schauspiels. Das ist Vorteil und Nachteil zugleich. Auf der einen Seite ergibt sich daraus eine gewisse Geschlossenheit. Der Fehler so vieler Filmwerke, die Zersplitterung in Episoden, ist im allgemeinen vermieden. Aber man vermißt eine gewisse Buntheit, einen Überschuß an Temperament, Laune und Humor, den man gerade in einem Alt-Heidelberg-Film erwartet hätte. Man möchte dem geschmackvollen Autor-Regisseur Hans Behrend, der im ganzen mit viel Geschick seines Amtes gewaltet hat, fast einen gewissen Puritanismus in der Behandlung des Gegenstandes zum Vorwurf machen. Zum mindesten hätte das Tempo der Studentenszenen wirbelnder sein können. Das Lied der Lebenslust klingt ein wenig gedämpft. Aber es ist nicht anzunehmen, daß diese kleinen Schönheitsfehler, wie sie nun einmal jedem Menschenwerk anhaften, die Wirkung des Films auf den unverbildeten Zuschauer beeinträchtigen werden. Denn mag man über die Fabel von ‘Alt-Heidelberg’ noch so verächtlich die Nase rümpfen, in diesem Stoff stecken Gefühlsmomente, vor denen jeder – auch der hyperintellektuelle (obgleich er das natürlich um keinen Preis zugeben wird) – bedingungslos kapituliert. Überdies hat Hans Behrend die manchmal auf die Nerven gehende Sentimentalität des Schauspiels in seiner Bearbeitung diskret zu mildern verstanden. So ist ein angenehmer Spielfilm entstanden mit malerisch gestellten Gruppenbildern, süddeutscher Romantik und stimmungsvollen Bildern von ‘Alt-Heidelberg’ der Feinen.“

„Wilhelm Meyer-Försters Schauspiel ‘Alt-Heidelberg’ war ein unverwüstlicher Kassenerfolg, wie ihn das deutsche Theaterrepertoire selten gekannt hat. In der Handlung vereinigen sich alle die Elemente, die eine große Breitenwirkung auf das Publikum garantieren; sie werden auch dem Film ‘Alt-Heidelberg’, den Hans Behrendt nach dem Schauspiel bearbeitet und inszeniert hat, den Erfolg sichern, den schon die Uraufführung in den Kammerlichtspielen auswies. Streng dramaturgisch betrachtet, hat die Handlung mancherlei Schleppungen und Dehnungen und löst sich oft genug rein in Episodisches und Passagenhaftes auf. Aber was tut dies: die Poesie Alt-Heidelbergs, die Romantik des Studentenlebens, die Studentenliebe des Erbprinzen Karl Heinz, der Mädchenreiz seiner Käti werden ihre Wirkung auf die Herzen und Sentiments der Zuschauer nie verfehlen, noch dazu, wenn sie in so künstlerische in Wein- und Rhein-Atmosphäre getauchte Bilder gefaßt sind, wie bei diesem Cserépy-Film, und wenn Orchester und Chor sie mit den stimmungsvollen Weisen deutscher Studentenlieder begleiten. Aus der Darstellung hebt sich Werner Krauß hoch hervor, als Schöpfer des Dr. Jüttner, eines unerhört echten, dem Leben abgelauschten Menschenporträts, eine seiner stärksten darstellerischen Leistungen; überhaupt. Paul Hartmann lieh dem Karl Heinz seine fesche Gestalt und sein charmantes Lächeln. Eva May war lieblich, aber man sah sie schon weit differenzierter im Spiel. Burg, Rex und Peer legten ihre Typen mit Routine hin. – Mit Unterstützung des Altmeisters Seeber, der selbst an der Kurbel gestanden hatte, gelangen der Regie jene prachtvollen Aufnahmen der am Neckarufer zechenden Studenten, des Fackelzuges, der weinseligen Ratskneipe usw.“